# Sitara-i-Imtiaz
Le Sitara-i-Imtiaz (ourdou : ستارۂ امتياز), également orthographié et translittéré Sitārāyi Imtiyāz (Étoile de l'excellence), est la troisième plus haute distinction honorifique et civile de l'État du Pakistan. Il reconnaît les personnes qui ont « apporté une contribution particulièrement méritoire à la sécurité ou aux intérêts nationaux du Pakistan, à la paix mondiale, à la culture ou à d'autres initiatives publiques importantes ».

## Titulaires
Ont notamment reçu cette distinction :
En 1962 :
- Salimuzzaman Siddiqui

En 1980 :
- Ahmed Ali

En 1982 :
- Ayub Khan Ommaya

En 1989 :
- Syed Hussain Shah

En 1990 :
- Ahmad Nadeem Qasmi

En 1993 :
- Muhammad Suhail Zubairy

En 1999 :
- Riazuddin

En 2000 :
- Kishwar Naheed

En 2004 :
- Mehmood Bhatti

En 2005 :
- Tasawar Hayat

En 2009 :
- Ayesha Jalal

En 2010 :
- Nirmala Deshpande

En 2018 :
- Saira Afzal Tarar

En 2023 : 
- Naila Kiani[2]